# Ходыш, Адам
Адам Богдан Ходыш (пол. Adam Bogdan Hodysz; 21 октября 1940, Варшава) — польский офицер спецслужб, сотрудник Службы безопасности ПНР (СБ) и Управления охраны государства Польши (UOP). Создал своеобразное антикоммунистическое подполье в гданьской коммунистической госбезопасности. Тайно сотрудничал с диссидентскими организациями и профсоюзом Солидарность, передавал важную оперативную информацию. Был арестован и приговорён к тюремному заключению. Освобождён незадолго до Круглого стола и смены власти. В 1990-х возглавлял варшавское UOP. Информация, представленная Ходышем, сыграла заметную роль в польской политической борьбе начала 1990-х.

## Происхождение, образование, поступление
Родился в семье владельца шляпного магазина. Отец был коренным варшавянином, мать родом из Прабуты (до 1945 город принадлежал Германии), была подвержена немецкому культурному влиянию. Дед по отцовской линии погиб на польско-советской войне. Отец был схвачен немецкими оккупантами во время Варшавского восстания и пропал без вести (вероятно, расстрелян). После Второй мировой войны Адам с матерью и младшей сестрой перебрались в Гданьск. Мать торговала с лотка овощами и фруктами, но коммунистические власти преследовали частную торговлю. После её смерти четырнадцатилетний Адам и тринадцатилетняя сестра Эва жили у земляков матери с возвращённых территорий.
Адам Ходыш окончил Педагогический университет в Гданьске. Собирался работать по специальности — преподавателем математики. Однако соседка, связанная с органами госбезопасности, рекомендовала ему эту службу как материально выгодную: 1200 злотых в месяц и отдельная квартира. Ходыш согласился и поступил в Службу безопасности ПНР. На следующий год он вступил в правящую компартию ПОРП. Впоследствии объяснял свои действия отсутствием традиционного семейного воспитания, незнанием об Армии Крайовой, влиянием коммунистической пропаганды в школе.

## Служба и раздумья
Первоначально Адам Ходыш служил в отделе контрразведки Службы безопасности гданьской милицейской комендатуры (начальником отдела был Владислав Пожога). Занимался наблюдением за иностранными туристами в целях борьбы с западногерманским шпионажем (сам он впоследствии называл такую задачу для себя парадоксальной в силу своего происхождения). Привлекался для расследования студенческого митинга в Гданьском политехническом университете во время событий 1968.
В подавлении рабочих протестов 1970—1971 Адам Ходыш непосредственного участия не принимал, но после этих событий был переведён в следственный отдел. Теперь в его сфере оказались диссиденты. Впоследствии Ходыш рассказывал, что только в 1970-х, при правлении Эдварда Герека, начал сопоставлять партийную пропаганду с реальностью и замечать несообразия. Власти утверждали, например, что в равной степени повышается материальное благосостояние всех поляков — он знал привилегированное положение офицеров СБ (в том числе, на собственном опыте).
Переломным для мировоззрения Адама Ходыша стали 1976—1977 годы — забастовочное движение в Варшаве и Радоме, милицейское подавление, создание КОС-КОР, потом KPN, ROPCiO, Свободных профсоюзов Побережья (WZZW). Изучая их материалы, Адам Ходыш пришёл к выводу о правоте оппозиции.

## Подполье в госбезопасности
12 декабря 1978 СБ задержала Александра Халля — активиста ROPCiO и лидера Движения польской молодёжи. Воеводский комендант милиции полковник Анджеевский и его заместитель по СБ полковник Пашкевич проводили жёсткий репрессивный курс. Но, к большому удивлению Халля, дежурный офицер — капитан Ходыш — ограничился формальными записями и освободил его. Провожая до дверей, Ходыш сказал Халлю, что сам не согласен с режимом, хотел бы примкнуть к борьбе и предложил тайную встречу.

Ходышу тогда было 38 лет, он имел жену и пятилетнюю дочь. Он очень хорошо зарабатывал, впереди ждало продвижение по службе и обеспеченная пенсия. По здравому смыслу, он мог быть только провокатором. Однако Халль сразу поверил ему.

Александр Халль посоветовался с Богданом Борусевичем и Анджеем Гвяздой. Вполне допуская оперативную провокацию, они всё же решили рискнуть и не пожалели об этом. Встреча состоялась. Халль стал постоянным контактом Ходыша — через него в оппозицию поступала оперативная информация госбезопасности. Значительная часть этой информации была получена Ходышем не в его следственном отделе, а в результате утечек из оперативных подразделений. Особое значение имело раскрытие Ходышем сексота СБ Эдвина Мышка, внедрённого в WZZW — Мышк был разоблачён, вынужден признаться и изгнан. Впоследствии Ходыша называли «ангелом-хранителем оппозиции». Несколько раз Ходыш сообщал Халлю об упоминании Леха Валенсы в деловых разговорах между функционерами СБ. Его подпольная работа в госбезопасности продолжалась почти шесть лет.

Я бы хотел прямо смотреть в глаза своей дочери. Для этого буду стараться помогать вам. Как могу.

Адам Ходыш — Александру Халлю

Летом 1980 года мощное забастовочное движение, начавшееся с Гданьской судоверфи, вынудило руководство ПОРП и правительство ПНР заключить Августовские соглашения и признать независимый профсоюз Солидарность. Борьба против «Солидарности» сделалась ключевой задачей СБ. Диссиденты стали широко известными публичными фигурами, и это затруднило тайные контакты с Ходышем. Его роль знали считанные единицы — Халль, Борусевич, Гвязда, несколько ближайших друзей. Но значимость информации Ходыша значительно возросла. Александр Халль, его брат Ежи, их знакомый-посредник Ян встречались с Ходышем в лесу под видом пикника или в доме сестры Ходыша под видом урока немецкого (Эва работала учительницей). Борусевич называл Ходыша «глазами и ушами „Солидарности“».
В новых условиях Адам Ходыш собирался уйти из СБ и открыто вступить в «Солидарность». Но Богдан Борусевич убедил его остаться в госбезопасности и дальше помогать оппозиции — его роль в этом плане была уникальна и неоценима. Не смог Ходыш вступить и в независимый профсоюз милиции — это навлекло бы серьёзные подозрения начальства.
12 декабря 1981 Адам Ходыш сообщил Александру Халлю, что в ближайшие часы готовится введение ЧП и крупная операция по аресту лидеров «Солидарности». Халль передал председателю «Солидарности» Валенсе. Но эта информация не была воспринята с должной серьёзностью. В ночь на 13 декабря 1981 было введено военное положение, интернированы тысячи активистов, в том числе десятки членов Всепольской комиссии «Солидарности», находившиеся в Гданьске. Александр Халль и Богдан Борусевич успели уйти в подполье.
В условиях военного положения Адам Ходыш продолжал прежнюю деятельность в контакте с Борусевичем и Халлем. Удалось даже расширить масштабы: Ходыш привлёк ещё троих сотрудников гданьского СБ — референта следственного отдела Петра Седлиньского, майора Винценты Дембицкого, поручика Рышарда Ольшевского. Общими усилиями был составлен и передан подпольной «Солидарности» список функционеров СБ в Труймясто, методологический анализ оперативных и следственных приёмов госбезопасности.

## Раскрытие, арест, срок
Неудача постигла Седлиньского, когда летом 1984 года он попытался включить в группу ещё одного сотрудника — поручика Мацея Роплевского. Тот сразу сообщил начальству о подпольной группе в СБ. Из Варшавы прибыла оперативная спецгруппа. Видя это, Адам Ходыш в начале сентября подал заявление об увольнении. Но расследование быстро установило картину ситуации. 24 октября 1984 Адам Ходыш, формально ещё остававшийся на службе, был арестован СБ, лишён звания и исключён из ПОРП.
В тюрьме сторонника «Солидарности» Адама Ходыша содержали в одной камере с Гжегожем Пиотровским — убийцей капеллана «Солидарности» Ежи Попелушко (Петра Седлиньского — с участником убийства Вальдемаром Хмелевским). Это являлось одной из форм психологического давления, однако объектом оказался скорее Пиотровский: Ходыш держался с ним молчаливо и презрительно, Пиотровский — испуганно.
Доказательная база обвинения получилась шаткой — кроме показаний Роплевского и признаний Седлиньского, не нашлось никаких свидетельств связей Ходыша с «Солидарностью» (сказывались профессиональные навыки конспирации). Однако в сентябре 1985 суд Слупска приговорил Адама Ходыша к 3 годам заключения (Петра Седлиньского к 1,5 года). В марте 1986 Верховный суд ПНР ужесточил приговор: 6 лет Ходышу, 4 года Седлиньскому. Ходыш отбывал срок в варшавской тюрьме Мокотув, тюрьмах Кошалина и Барчево.

## В спецслужбе новой Польши
Весной-летом 1988 года новая забастовочная волна вынудила партийно-государственное руководство пойти на переговоры в Магдаленке и согласиться на Круглый стол. 30 декабря 1988, незадолго до начала заседаний Круглого стола Адам Ходыш был освобождён. Лех Валенса публично выразил ему восхищение и благодарность «Солидарности».
В 1989 году Адам Ходыш работал в строительном кооперативе. Тем временем на выборах 4 июня 1989 победила «Солидарность», вскоре было сформировано некоммунистическое правительство Тадеуша Мазовецкого. Министром внутренних дел стал представитель «Солидарности» Кшиштоф Козловский, СБ расформирована. Верховный суд Польши реабилитировал Адама Ходыша.
Новое правительство столкнулось с дефицитом кадров для новой гражданской спецслужбы — Управления охраны государства (UOP). В 1990 году Халль и Борусевич убедили Ходыша возглавить гданьскую делегатуру UOP. Одновременно министр Козловский уполномочил Ходыша рассмотреть и проверить персональные дела бывших сотрудников СБ.
В мае 1992 года, выполняя указание министра внутренних дел Антония Мацеревича, данное в соответствии с люстрационным законодательством, Адам Ходыш представил в МВД список государственных деятелей, ранее сотрудничавших с СБ ПНР. В списке значилось имя Леха Валенсы, к тому времени президента Польши, под псевдонимом Болек. Эта информация привела к правительственному кризису и отставке кабинета Яна Ольшевского в ночь на 5 июня 1992. Новый министр внутренних дел Анджей Мильчановский, давний активист «Солидарности», уволил майора Ходыша из UOP. Сменил Ходыша в должности бывший майор СБ Генрик Жабицкий, в ПНР осуществлявший слежку за Валенсой, а его заместителем стал бывший капитан СБ Збигнев Гжегоровский — теперь преданные сторонники Валенсы.
Сам президент Валенса, недавно восхищавшийся Ходышем, обвинил его в измене. Он заявил, что действия, правильные в ПНР, недопустимы в свободной стране. При этом Валенса даже намекнул в том смысле, что подобного следовало ожидать в свете действий Ходыша в СБ. Ходыш ответил на это, что борьба за свободу и независимость Польши важнее лояльности институту госбезопасности. 
17 апреля 1995 в гданьском доме на улице Войска Польского, где жил Адам Ходыш, произошёл взрыв. Погибли двадцать два человека. Ходыш остался жив. Причиной была определена авария газификации. Возникло публицистическое предположение, будто взрыв был терактом с целью даже не убийства Ходыша, а уничтожение неких сохранённых у него компрометирующих документов. Никаких фактологических подтверждений эта версия не имеет и, вероятно, относится к конспирологическим изысканиям.
Лех Валенса потерпел поражение во втором туре президентских выборов 1995. В 1996 году Адам Ходыш вернулся на службу и вновь возглавил варшавскую делегатуру UOP. Оставался в должности до 2001 года, после чего вышел на пенсию в звании подполковника.

## Награждения
Адам Ходыш пользуется в современной Польше почётом и уважением. Награждён несколькими орденами — причём в 1999 его награждал президент Квасьневский (СДЛС — пост-ПОРП), в 2009 — президент Качиньский, в 2019 — президент Дуда (оба — Право и справедливость).
Адам Ходыш живёт в частном доме в Руме (близ Гдыни), занимается садоводством. В беседах с журналистами просит не называть при нём имя Болек.